# Przyłącze elektroenergetyczne

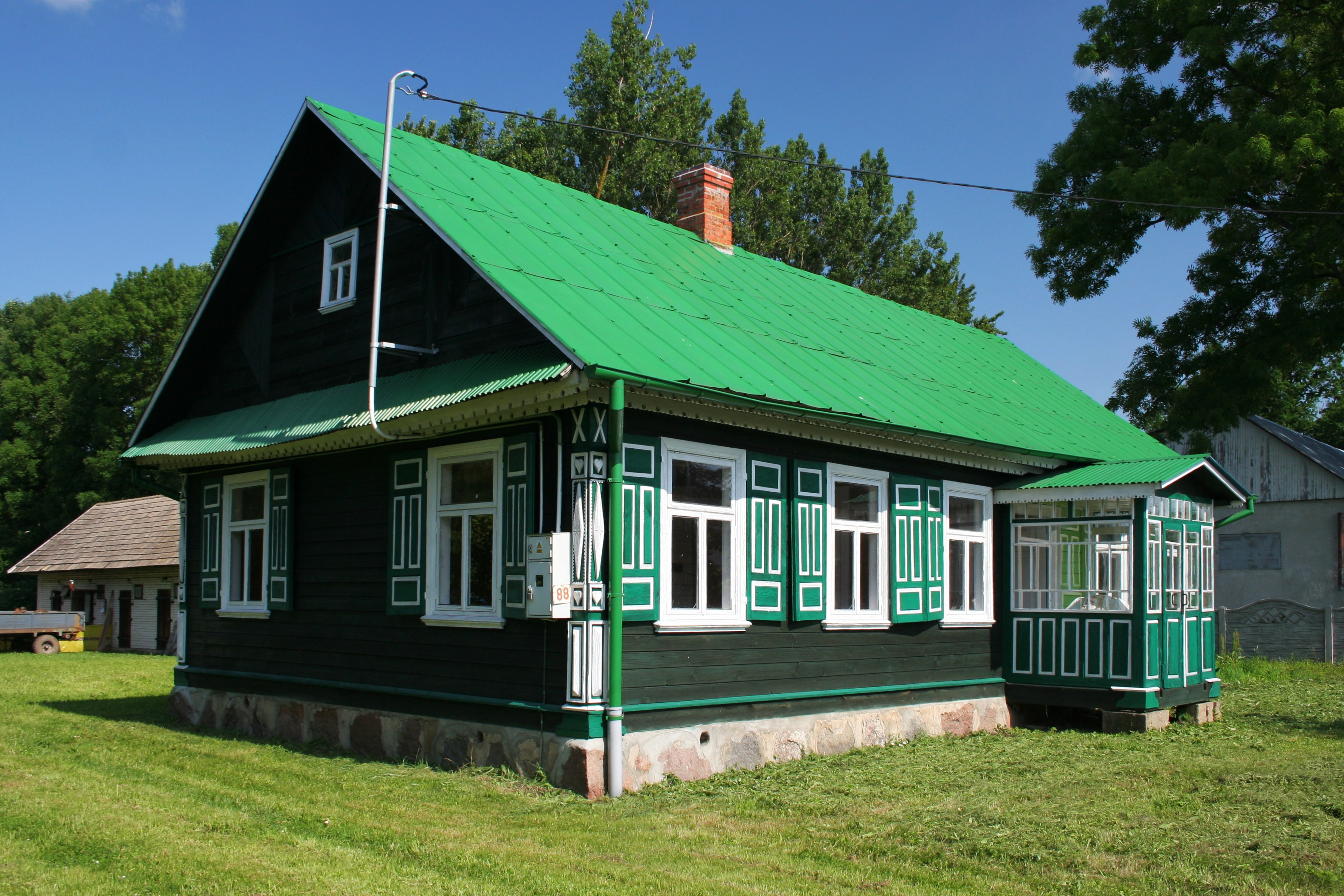
Przyłącze napowietrzne (kabel samonośny)

Przyłącze elektroenergetyczne – odcinek lub element sieci służące do połączenia urządzeń, instalacji lub sieci podmiotu, dostosowane do mocy przyłączeniowej z pozostałą częścią sieci przedsiębiorstwa energetycznego, które świadczy na rzecz podmiotu przyłączanego usługę przesyłania lub dystrybucji energii elektrycznej.

## Podział
Przyłącza elektroenergetyczne można podzielić, w zależności od:
- sposobu doprowadzenia zasilania:
  - napowietrzne,
  - kablowe,
- liczby faz:
  - jednofazowe,
  - trójfazowe,
- poziomu napięcia:
  - niskiego napięcia (np. dla budynków mieszkalnych),
  - średniego napięcia (np. dla zakładów przemysłowych).

### Przyłącze napowietrzne
Przyłącza napowietrzne najczęściej spotykane są na terenach mało zurbanizowanych tj. wiejskich i podmiejskich, gdzie istnieją już sieci napowietrzne. Przyłącza napowietrzne mogą być wykonane przewodami gołymi lub izolowanymi. Przewody te mocowane są najczęściej bezpośrednio do muru budynku przyłączanego z wykorzystaniem wysięgnika lub haków.

### Przyłącze kablowe
Przyłącze kablowe jest najczęściej stosowanym sposobem doprowadzenia energii do budynków stojących na obszarze zurbanizowanym. Kabel dzięki naturalnemu uziemieniu (jest ułożony w ziemi) tłumi ewentualne przepięcia powstające w wyniku wyładowań atmosferycznych do sieci elektroenergetycznej, dlatego jest korzystniejszym sposobem zasilania budynku. Kable są jednak narażone na procesy starzeniowe związane z kwasowością gleby – szczególnie w miejscach ich łączenia, dlatego aby ograniczyć ilość muf stosuje się złącza kablowe w których następuje łączenie kabli lub złącza kablowo-pomiarowe wyposażone w panel licznikowy i będące elementem krańcowym przyłącza.

## Budowa i projektowanie
Według ustawy Prawo budowlane, budowa przyłączy (w tym elektroenergetycznych) nie wymaga pozwolenia na budowę jednak wymaga sporządzenia planu sytuacyjnego na kopii aktualnej mapy zasadniczej lub mapy jednostkowej przyjętej do państwowego zasobu geodezyjnego i kartograficznego.